# Therese Huber
Therese Huber (Göttingen, 7 de maig de 1764 - Augsburg, 15 de juny de 1829) va ser una autora alemanya. Va ser una de les anomenades Universitätsmamsellen, un grup de cinc dones acadèmicament actives entre mitjans del segle XVIII i principis del XIX format per filles d'acadèmics de la Universitat de Göttingen que tenien prohibit accedir a les universitats; Huber va destacar entre elles, al costat de Meta Forkel-Liebeskind, Caroline Schelling, Philippine Engelhard i Dorothea Schlözer.
En el cas concret de l'obra de Therese Huber, es veu eclipsada per la dels seus dos marits, Georg Forster i Ludwig Ferdinand Huber, tot i que les biografies que ella en va fer són valorades i reconegudes com a documents històrics. És un exemple de com una veu femenina rellevant va quedar al marge i ni la seva obra com a escriptora ni la seva tasca com a editora va ser considerada objectivament en el seu moment.

## Biografia
Therese Huber –nascuda Marie Therese Heyne– era filla de l'influent filòleg clàssic Christian Gottlob Heyne i de la seva primera esposa, Therese, de soltera Weiß (1730-1775), que era filla del lutista i compositor Sylvius Leopold Weiß.
Prohibit l'accés de les dones a les universitats, malgrat que vivia a Göttingen, seu d'una de les universitats més prestigioses de l'època, es va formar a casa, amb les lectures de la biblioteca familiar i les converses amb el pare i el germàː «Vaig llegir, llegir, llegir i enraonar amb el meu pare, que em va deixar enraonar sobre temes especulatius, llegir tot el que se'm va presentar per a llegir...».
Es va casar amb el viatger i etnòleg Georg Forster el 1785. Van viure a Wilno, a Göttingen i a Mainz, i van tenir tres fills, però un matrimoni infeliç. Després que Forster hagués marxat cap a París com a representant de la República de Magúncia, ella i el seu amant, Ludwig Ferdinand Huber, amb qui es casaria més endavant, es van traslladar a Neuchâtel, vivint-hi en condicions difícils. Quan ell va morir, el 1804, Therese Huber es va traslladar amb la seva filla a Ulm. Huber va morir el 1829 a Augsburg. El més notable dels seus deu fills, quatre dels quals van sobreviure fins a l'edat adulta, va ser el reformador social Victor Aimé Huber. Va mantenir una llarga i regular correspondència amb la seva filla soltera Therese Forster, que va editar les obres completes de Georg Forster el 1843.

## Obra
El gruix de l'obra de Huber consisteix en novel·les, relats i reportatges de viatges, publicats al principi amb el nom del seu marit, Ludwig Ferdinand Huber. La seva novel·la La família Seldorf (1795/96) forma part del cànon de la literatura femenina primitiva. La seva novel·la Abentheuer auf einer Reise nach Neu-Holland (Aventures en un viatge a Nova Holanda) va ser publicada en sèrie als números de 1793-1794 de la revista femenina alemanya Flora; part de la narració es va ambientar a l'illa Norfolk, que feia així la primera aparició en una obra de ficció cinc anys després que fos descoberta pels europeus. Georg Forster havia estat un dels primers a trepitjar l'illa de Norfolk quan va ser descoberta l'octubre de 1774 durant el segon viatge de James Cook, i Therese n'havia fet servir la seva descripció al seu Reise um die Welt.
Aquestes i altres novel·les i relats presenten dones protagonistes i altres personatges que, com el mateix Werther, de Goethe, naufraguen davant la realitat, havent tingut unes expectatives ambicioses. Amb el temps, les obres de Huber van esdevenir novel·les educatives destinades a dones joves, i els personatges femenins principals aconseguien encaixar en la societat, sense deixar d'abordar, per això, qüestions controvertides. En l'última novel·la, Die Ehelosen (El celibat, 1929) tractava la solteria de les dones, oferint un punt de vista nou del que fins aleshores havia estat considerat un defecte.

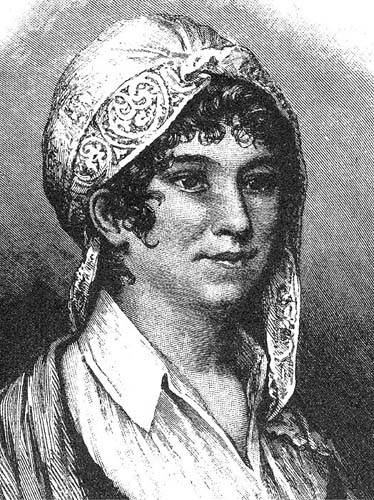
L'escriptora Theres Huber

També va ser molt important la seva feina com a primera editora alemanya. Per mantenir la seva família un cop vídua, a partir de 1799 dirigí el Neuesten Weltkunde, que esdevindria l'Allgemeine Zeitung. L'any 1800 la família es traslladà a Stuttgart i a finals de 1803 a Ulm, on passà a editar-se el diari. Treballà també com a editora en el Morgenblatt für gebildete Stände (Diari del matí per a classes educades) i també com a traductora i com a assagista i hi escrigué un gran nombre d'articles. Dirigint un equip editorial exclusivament femení va fer que el «Morgenblatt» s'obrís a una gran diversitat de temes, que el van convertir en la revista cultural del moment, la de més tiratge i la més important de l'època.

A més, va escriure més de 4.500 cartes a molts contemporanis importants, en les quals tracta sobre una àmplia gamma de temes. En aquestes cartes, tant les adreçades als amics com a la seva filla Therese –que nomenà la seva administradora–, mostra la diversitat d'interessos que tenia com a dona de la Il·lustració, entre els quals, per exemple, la recerca de l'educació al llarg de la vida, l'escriptura com a forma d'autoconeixement i autoformació, o la importància de la satisfacció de les dones per a l'èxit de la relació de parella, un tema que era de les primeres a esmentar obertament. En les seves reflexions sobre l'educació, recollides en part en un llibret, Ideen zu einem Töchterinstitut aus dem Jahr 1817/18, presenta les seves reflexions sobre l'educació de la dona, que creu que es basa en la que rep de la mare, motiu pel qual cal orientar les dones perquè sàpiguen promoure un ambient familiar en el qual es puguin rebre els ensenyaments pràctics i també els d'humanitats. També creu que les dones joves han de ser educades per esdevenir ciutadanes capaces d'inserir-se en la societat.
Després d'haver signat les seves obres amb el nom del seu marit, i ja vídua, continuà signant amb pseudònim durant força tempsː LF Huber.
Més endavant de la seva vida, Huber va editar les obres i les cartes dels seus dos marits.

## Publicacions
Les principals obres publicades per Therese Huber sónː
- Emilie von Varmont. Eine Geschichte a Briefen, 1794.
- Der Trostlose, comèdia, 1794.
- Drei Weiber, 1795.
- Adele von Senge, 1795.
- La família Seeldorf. Eine Geschichte, 1795.
- Luisa. Ein Beitrag zur Geschichte der Konvenienz, 1796.
- Erzählungen 3 volums, 1801–1802.
- Bemerkungen über Holland, 1811.
- Hannah, der Herrenhuterin Deborah Findling, 1821.
- Jugendmuth, 1824.
- Ellen Percy, oder Erziehungdurch Schicksale, 1827.
- Die Ehelosen, 1829.
- Erzählungen 6 volums, 1830–1833.
- Die Weihe der Jungfrau bei dem Eintritt in die größere Welt, 1831.
- Die Geschichte des Cevennenn-Kriegs, 1834.